# USS Constellation (FFG-62)
«Констелейшн» (англ. USS Constellation (FFG-62)) — майбутній фрегат однойменного типу, головний корабель серії. Це п'ятий корабель у складі ВМС США з цією назвою.

## Історія створення
Корабель був замовлений 30 квітня 2020 року. Він має бути побудований на верфі «Fincantieri Marinette Marine».
Закладка судна відбулась 31 серпня 2022 року. Планований час вступу у стрій - 2026 рік..